# Supercupa Macedoniei
Supercupa Macedoniei este competiția fotbalistică de supercupă din Macedonia, disputată între campioana din Prima Ligă și câștigătoarea Cupei Macedoniei. Ediția inaugurală a avut loc în anul 2011.

## Ediții

### 2011
| FK Shkëndija               | 2 – 1  | FK Metalurg Skopje |
| -------------------------- | ------ | ------------------ |
| Mustafi 6' (pen.) Sali 84' | Report | Stevanović 87'     |

### 2013
| FK Vardar  | 1 – 0  | FK Teteks |
| ---------- | ------ | --------- |
| Petrov 54' | Report |           |

### 2015
| FK Vardar                                               | 1 – 1 (d.p.) | FK Rabotnichki                                             |
| ------------------------------------------------------- | ------------ | ---------------------------------------------------------- |
| Ivanovski 11'                                           | Report       | Ilijoski 47'                                               |
| Hambardzumyan · Stojkov · Ivanovski · Gligorov · Felipe | 4–3          | Cikarski · Vujčić · Ilievski · Altiparmakovski · Ristevski |

## Performanță după club
| Club Sportiv  | Trofee | Anii în care au câștigat | Finalistă | Anii în care au pierdut |
| ------------- | ------ | ------------------------ | --------- | ----------------------- |
| Vardar Skopje | 2      | 2013, 2015               | –         | –                       |
| Shkëndija     | 1      | 2011                     | –         | –                       |
| Metalurg      | –      | –                        | 1         | 2011                    |
| Teteks        | –      | –                        | 1         | 2013                    |
| Rabotnički    | –      | –                        | 1         | 2015                    |